# لایوش کشوت
لایوش کُشوت (مجاری: Kossuth Lajos؛ زاده ۱۹ سپتامبر ۱۸۰۲ - درگذشته ۲۰ مارس ۱۸۹۴) سیاستمدار، روزنامه‌نگار و وکیل اهل مجارستان بود. او درجریان انقلاب ‎۱۸۴۸–۱۸۴۹ به نماد ملی مبارزه علیه دربار هابسبورگ تبدیل شد و با استعدادی که در سخنوری، مناظرات سیاسی و سخنرانی‌های عمومی داشت به تدریج از یک عضو خانواده اشرافی نه چندان متمول به مناصبی چون وزارت و نائب رئیسی پادشاهی مجارستان رسید.

## زندگی سیاسی
کشوت در ۱۸۴۰ سردبیر یک روزنامه به‌شدت لیبرال با دیدگاه‌های افراطی میهن پرستانه بود، این هفته‌نامه با نام خبرنامه پِشتی هفته‌ای دوبار چاپ می‌شد. او که در ۱۸۴۷ رهبر گروه مخالفان (اپوزیسیون) با دیدگاه‌های افراطی بود، در مارس سال بعد از آن به دنبال انقلابهای مکرر در اروپا خواستار استقلال دولت در مجارستان شد.

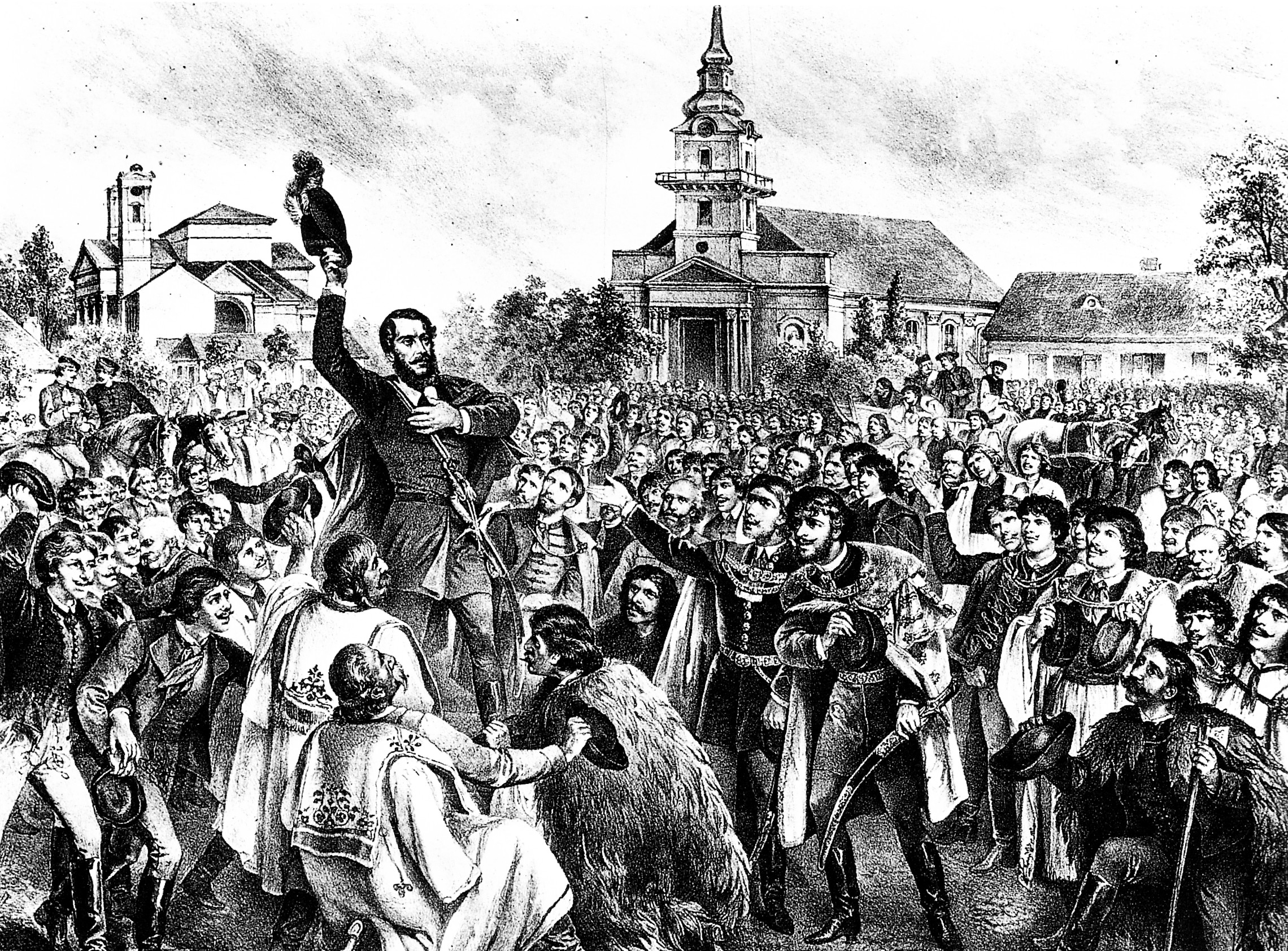
کشوت در میان طرفداران در شهر تسگلد - ۱۸۴۸

با شروع انقلاب، لایوش باتیانی اولین کابینه دولت مجارستان را در ۲۳ مارس ۱۸۴۸ تأسیس کرد و کشوت را به سمت وزیر امور مالی گمارد و در سال ۱۸۴۹نیز فرماندار کل مجارستان شد. در این بین وی کوشش زیادی برای احیای حس ملی گمارد از جمله چاپ اسکناس با امضای لایوش کشوت بدون نام بردن از نام شاه مجارستان (امپراتور اتریش). اما اقدامات دیگر وی از جمله کمک گرفتن ار نیروی خارجی بی‌نتیجه ماند و عدم تفاهم او با دیگر ژنرال‌ها باعث شد به او اتهام دیکتاتوری زده شود، در این بین انقلاب با مداخله نظامی ارتش تزار نیکلای یکم شکست خورد و کشوت در اوت به نفع آرتور گورگِی یکی از بهترین ژنرالهای ارتش انقلابیون مجارستان کناره‌گیری کرد و به ترکیه گریخت.

## تبعید

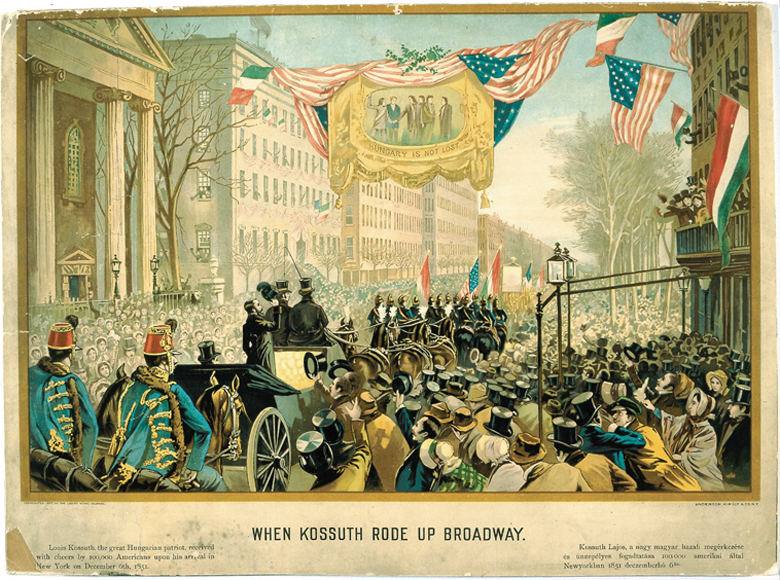
کشوت در نیویورک، به سمت براودوی

کشوت تا سپتامبر ۱۸۵۱ در ترکیه زندانی بود و پس از آن به ایالات متحده آمریکا رفت و در دکاتور ایالت آیوا ساکن شد. او همچنین به کشورهای بریتانیا و ایتالیا هم سفر کرد و در خارج محبوبیت داشت مثلاً شهرستان کاسوت به افتخارش نامیده شد ولی توجه‌ها فراتر از این نبود و هرگز به نفوذی که در مجارستان داشت دست نیافت. کشوت در تورین شش سال به آغاز قرن بیستم در ۹۲ سالگی چشم از جهان فروبست.

## یادبودها

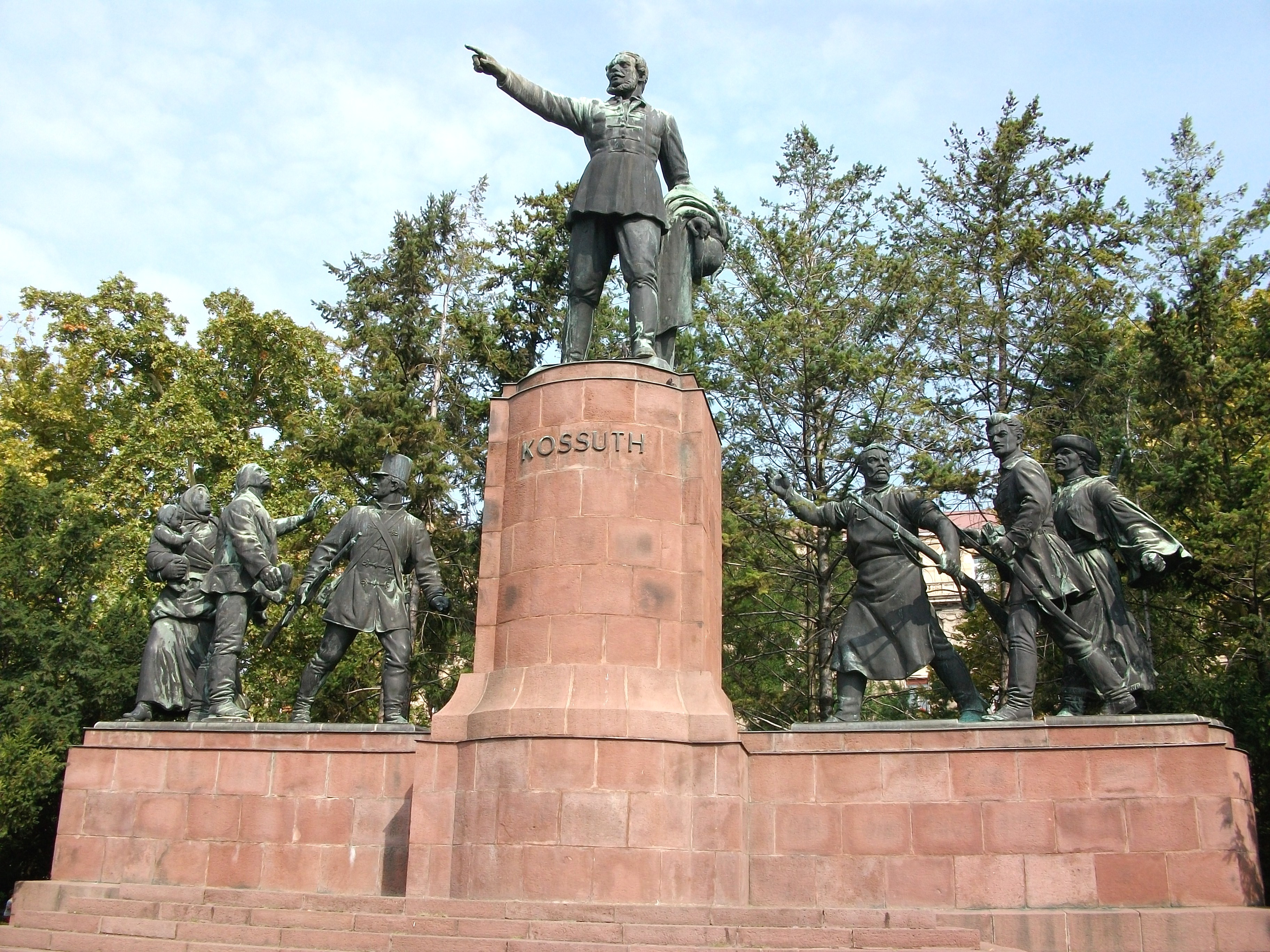
یادبود کشوت در میدان کشوت بوداپست که در سال ۲۰۱۴ به پارک اُرتسی نزدیک دانشکده افسری منتقل شد.
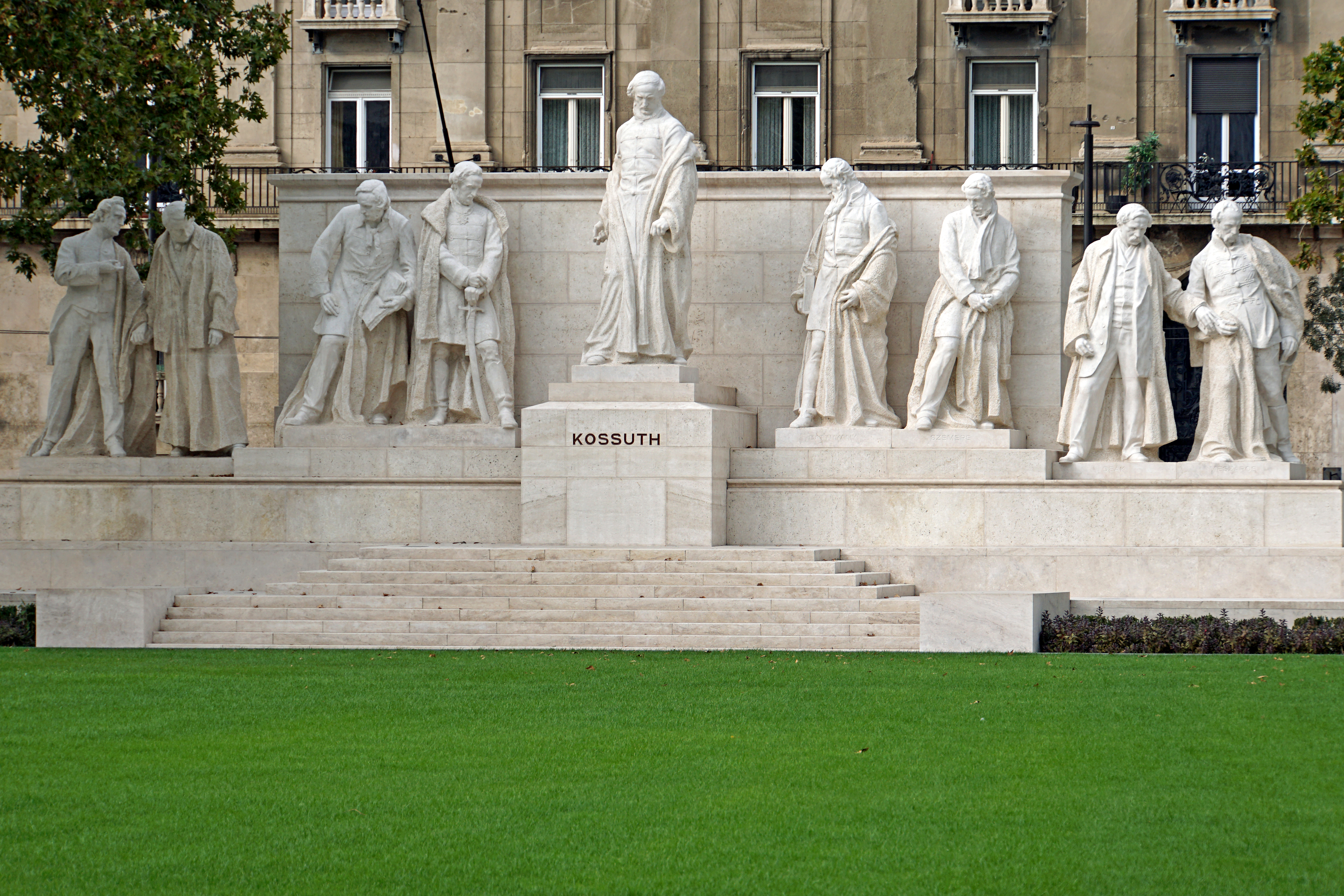
میدان کشوت در بوداپست بعد از بازسازی ۲۰۱۴، مجسمه کشوت در مرکز
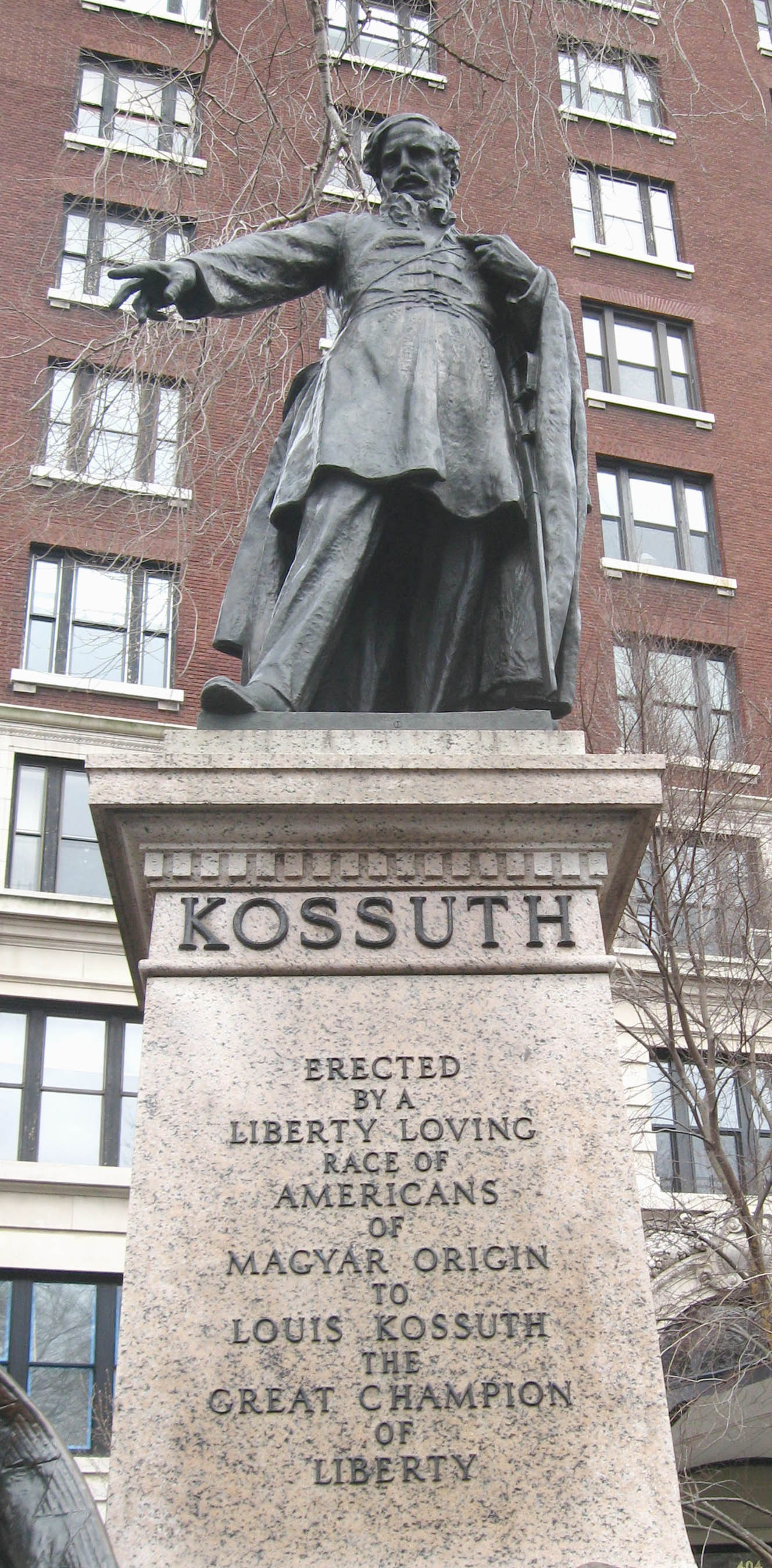
مجسمه کشوت در نیویورک، تقاطع ریورساید درایو و خیابان ۱۱۳ام
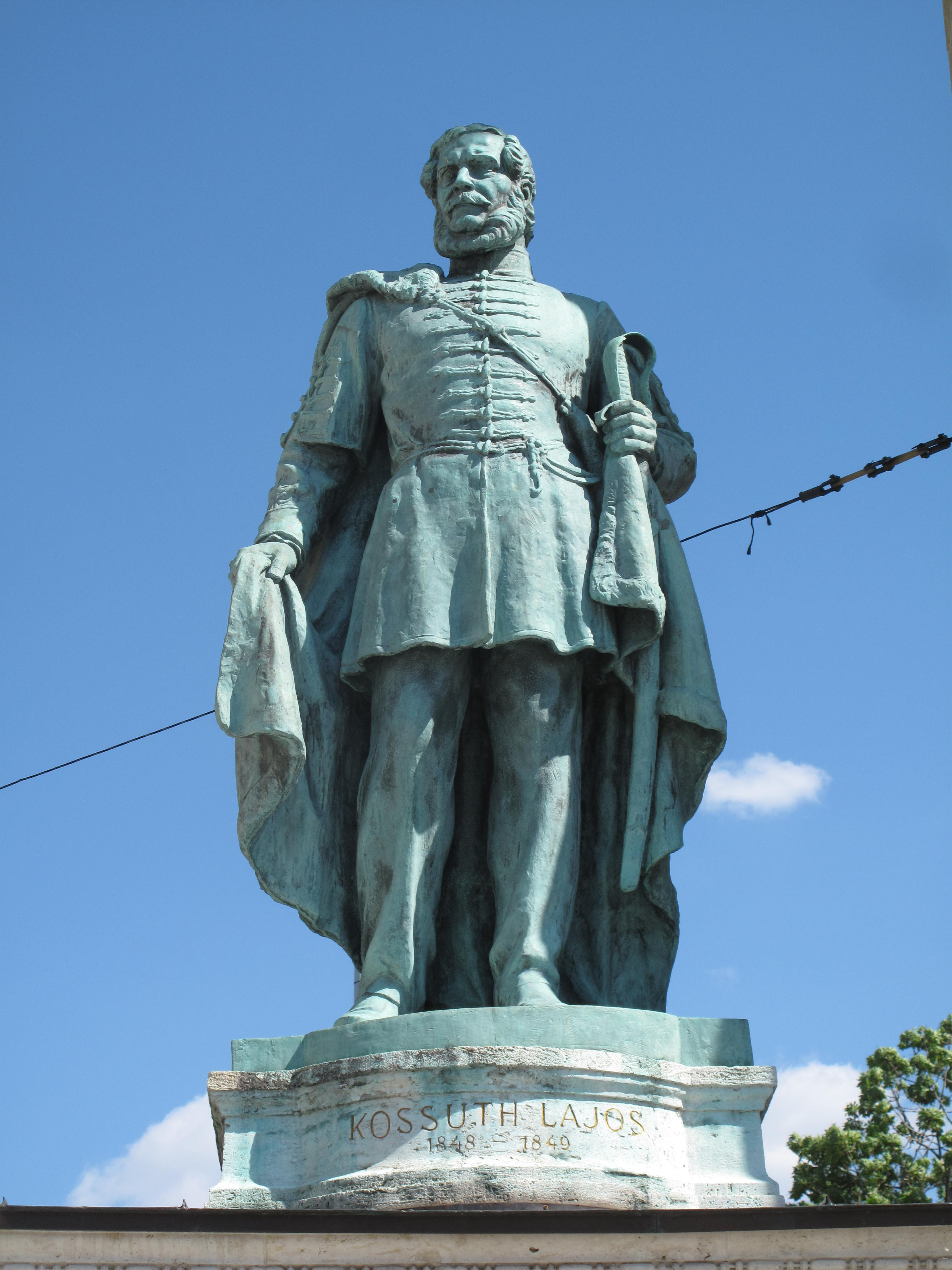
مجسمه کشوت در میدان قهرمانان
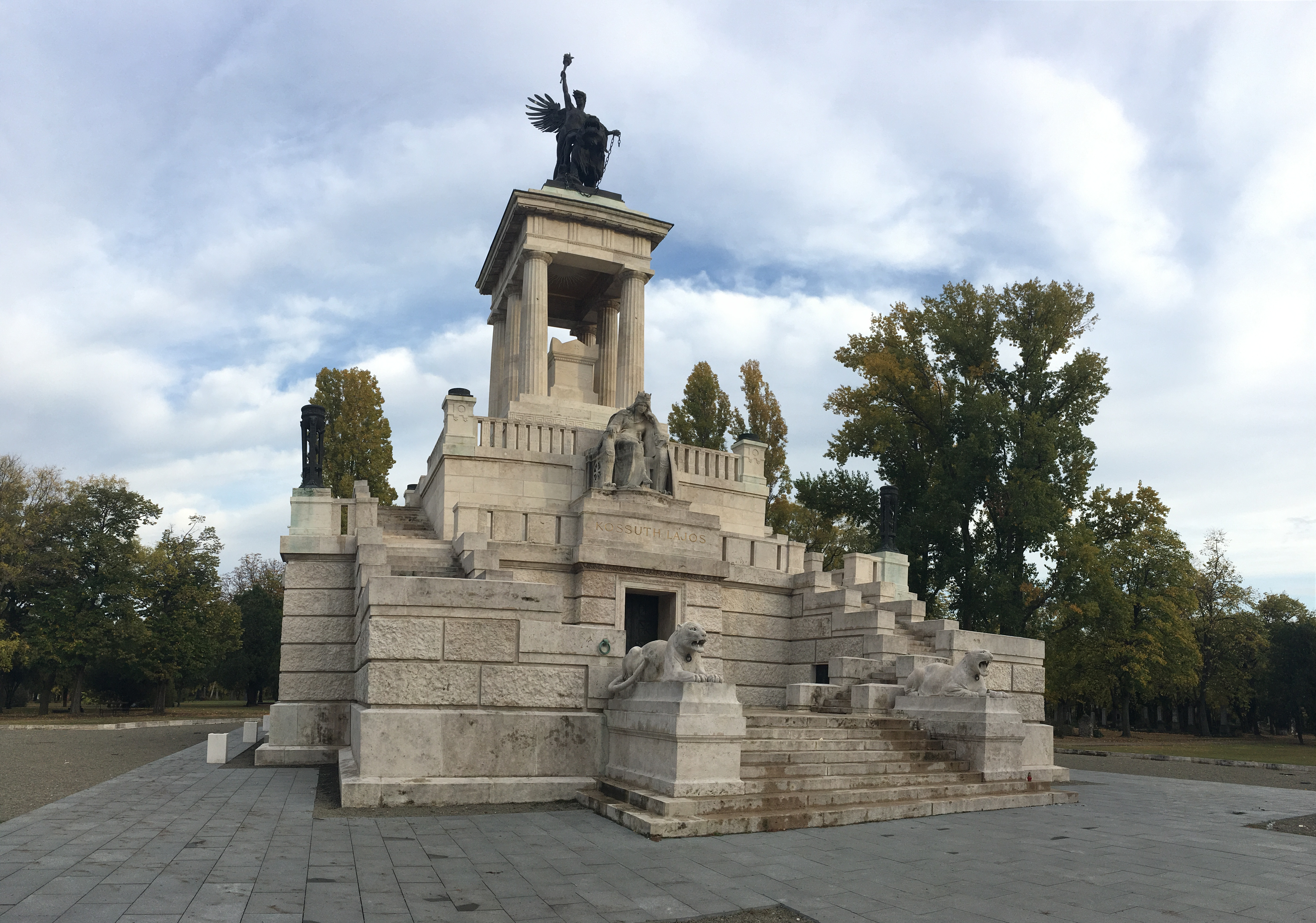
آرامگاه کشوت در گورستان کرپشی

## یادداشت
1. ↑  Pesti Hírlap